# Cerro San Bernardo

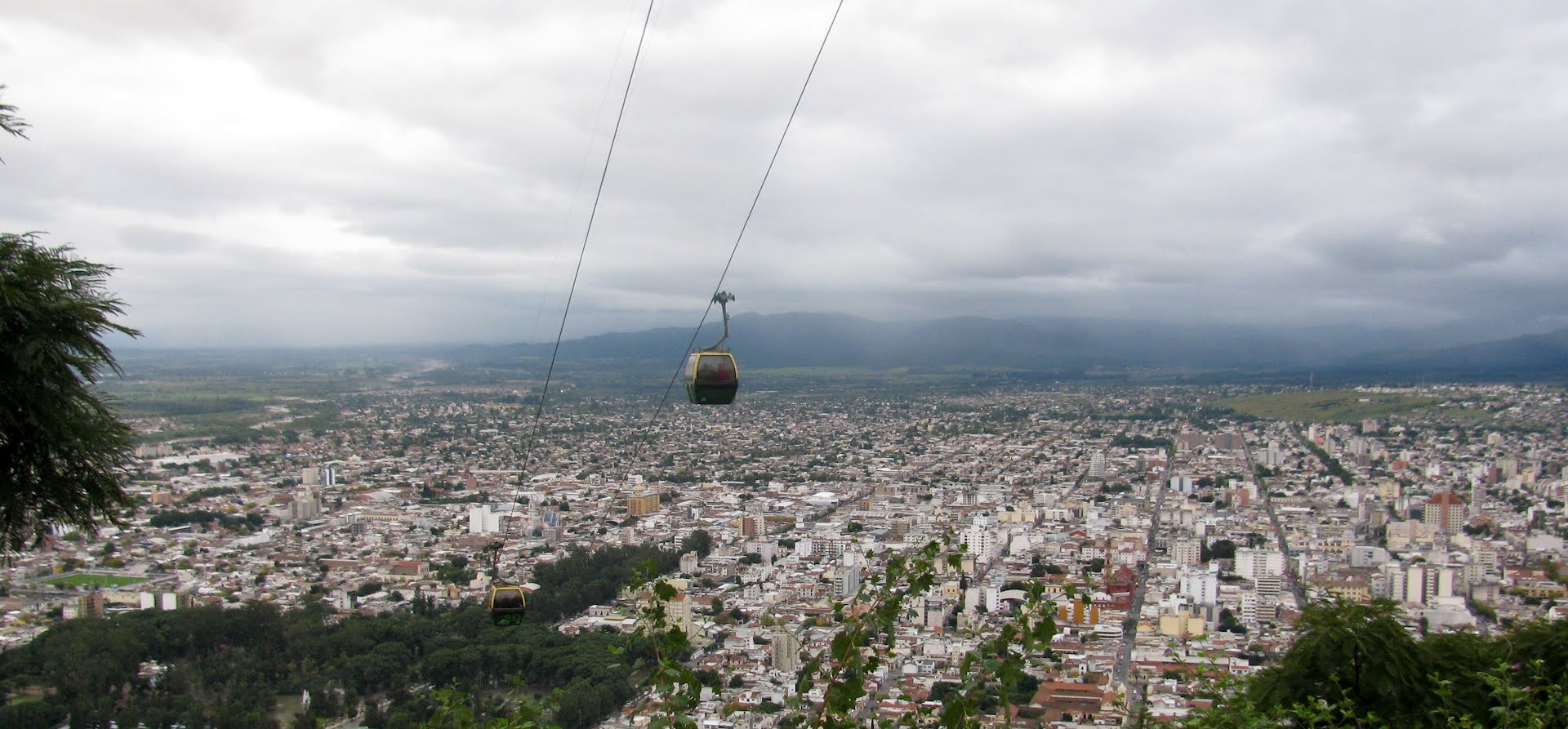
Atardecer en la Ciudad de Salta. Vista desde el Cerro San Bernardo.

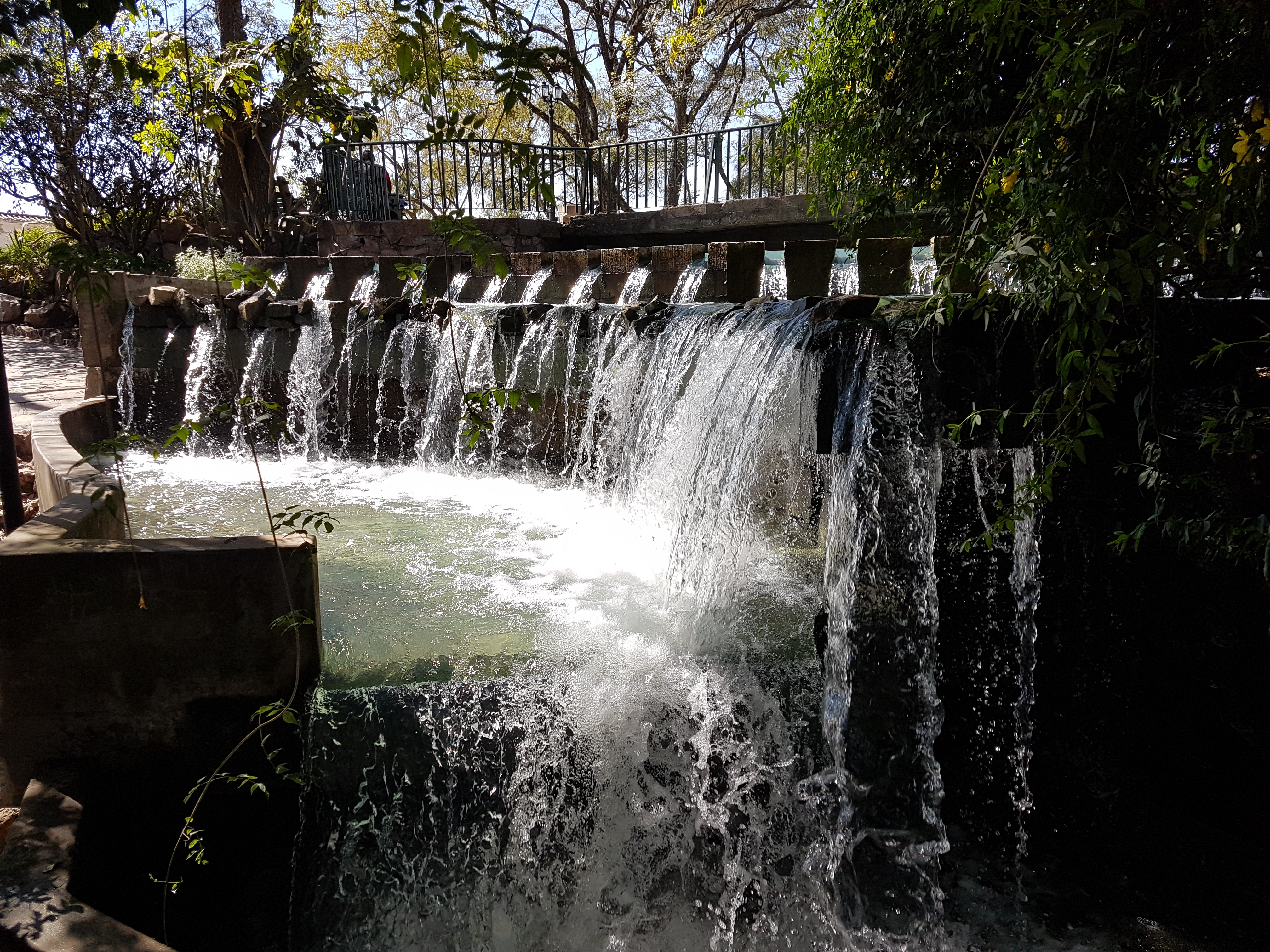
Cascada artificial en la cima del cerro San Bernardo.

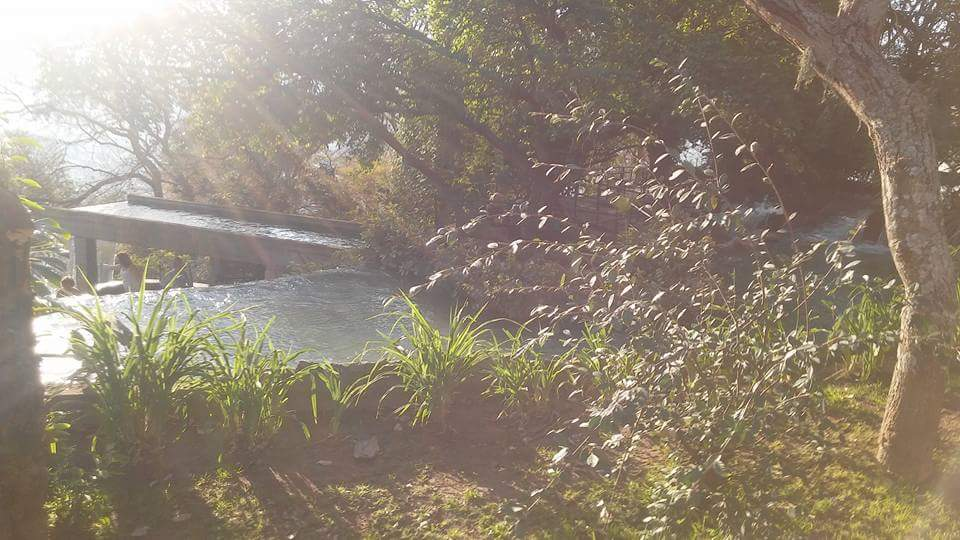
Esta es una cascada artificial, la encontramos en la cima del Cerro San Bernardo.

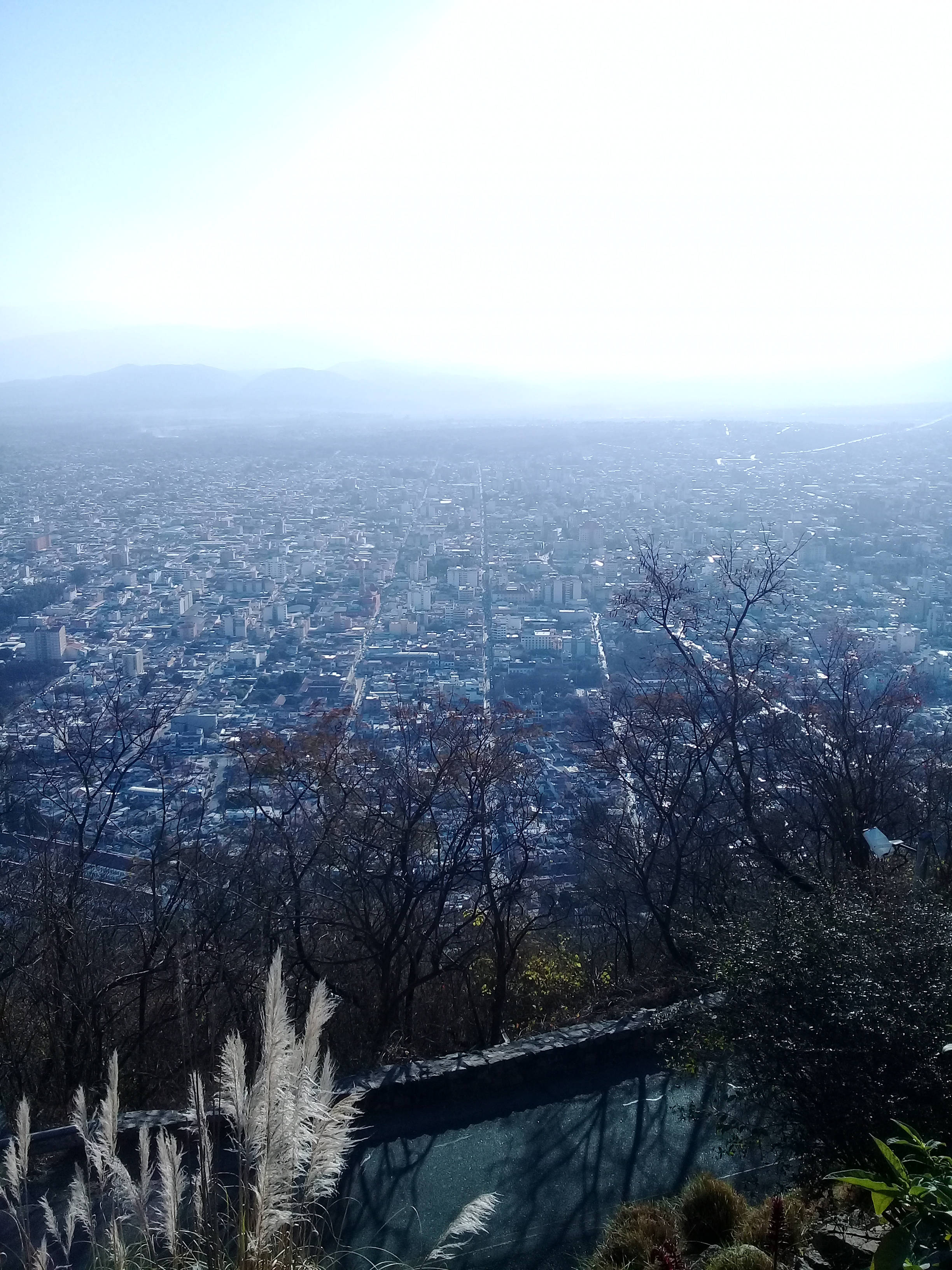
Vista de la ciudad de Salta desde el cerro San Bernardo.

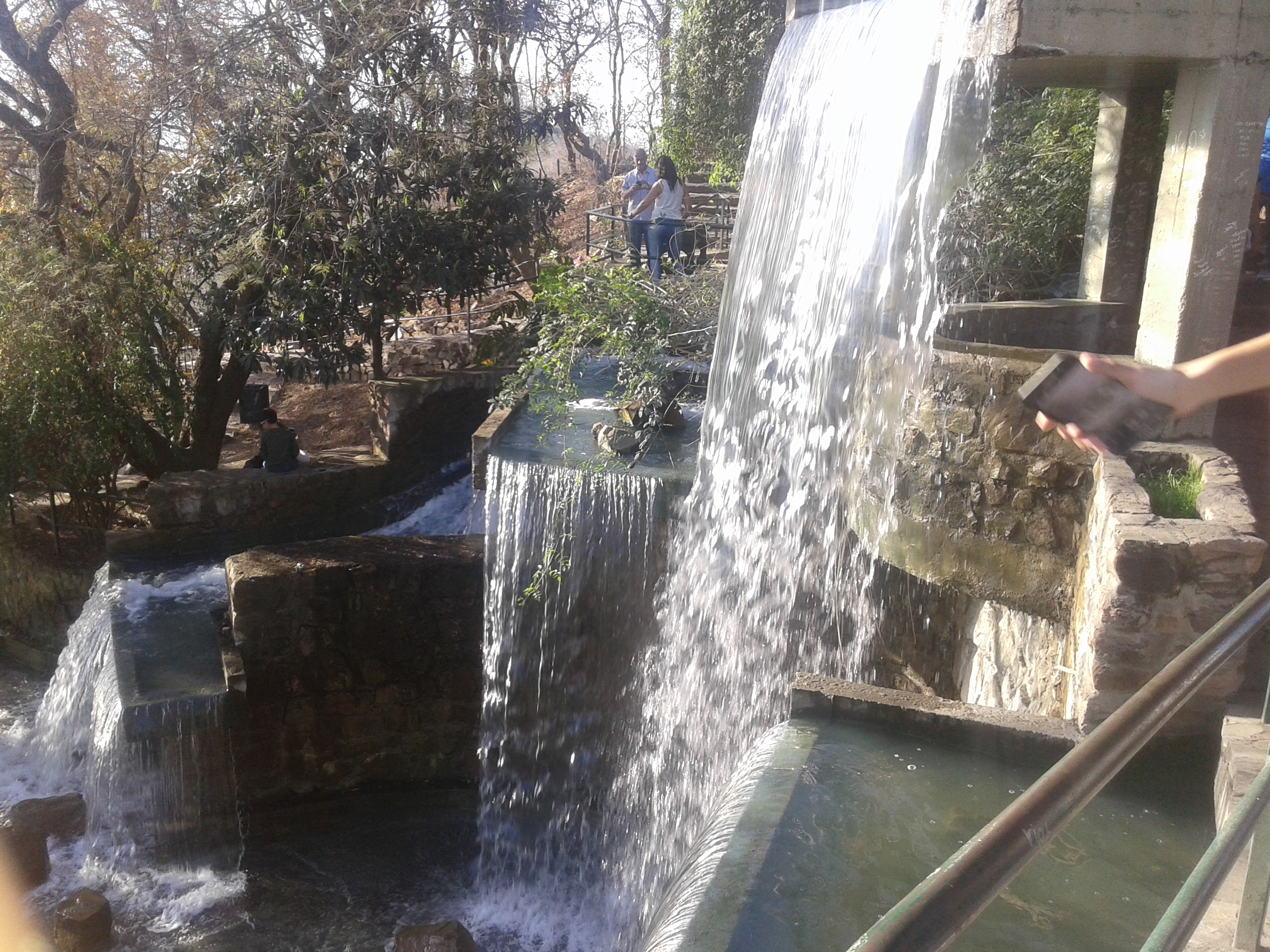
Cascada artificial en el cerro San Bernardo.

 San Bernardo es el cerro emplazado al este de la ciudad de Salta, en la provincia homónima, norte de la República Argentina.
Junto al cerro 20 de Febrero que se encuentra hacia su lado norte, fueron declarados Reserva Natural Municipal el 4 de junio de 1991, por ordenanza N° 6134 (Reserva natural urbana).
Su cima se eleva a una altitud de 1471,92 m s. n. m. (4 829 pies) y a sus pies, a 1187 m s. n. m. (3 894 pies), se emplaza la ciudad de Salta, capital de la provincia.
Respecto a la ciudad, el cerro tiene una altura de 284.92 m, según indica el mojón ubicado en la cima del mismo.

## Geografía
A tan sólo 1 km al este de la plaza central (Plaza 9 de Julio) de la ciudad de Salta, el cerro San Bernardo, junto con el cerro 20 de Febrero y otras elevaciones menores más al norte, forman parte de la cordillera Oriental que son reserva natural de carácter municipal y provincial. Esta limita a la ciudad por el este y constituyen el borde nor-oriental del valle de Lerma, cordón montañoso cubierto de abundante vegetación selvática denominada Yungas.
Hace millones de años, el cerro San Bernardo estuvo sumergido bajo el mar. Se formó, junto con los Andes, en la era Mesozoica. En las rocas de las laderas es posible encontrar fósiles marinos, tales como los trilobites. Uno de ellos, de características únicas fue bautizado como Sanbernardaspis pygacantha.

## Accesos

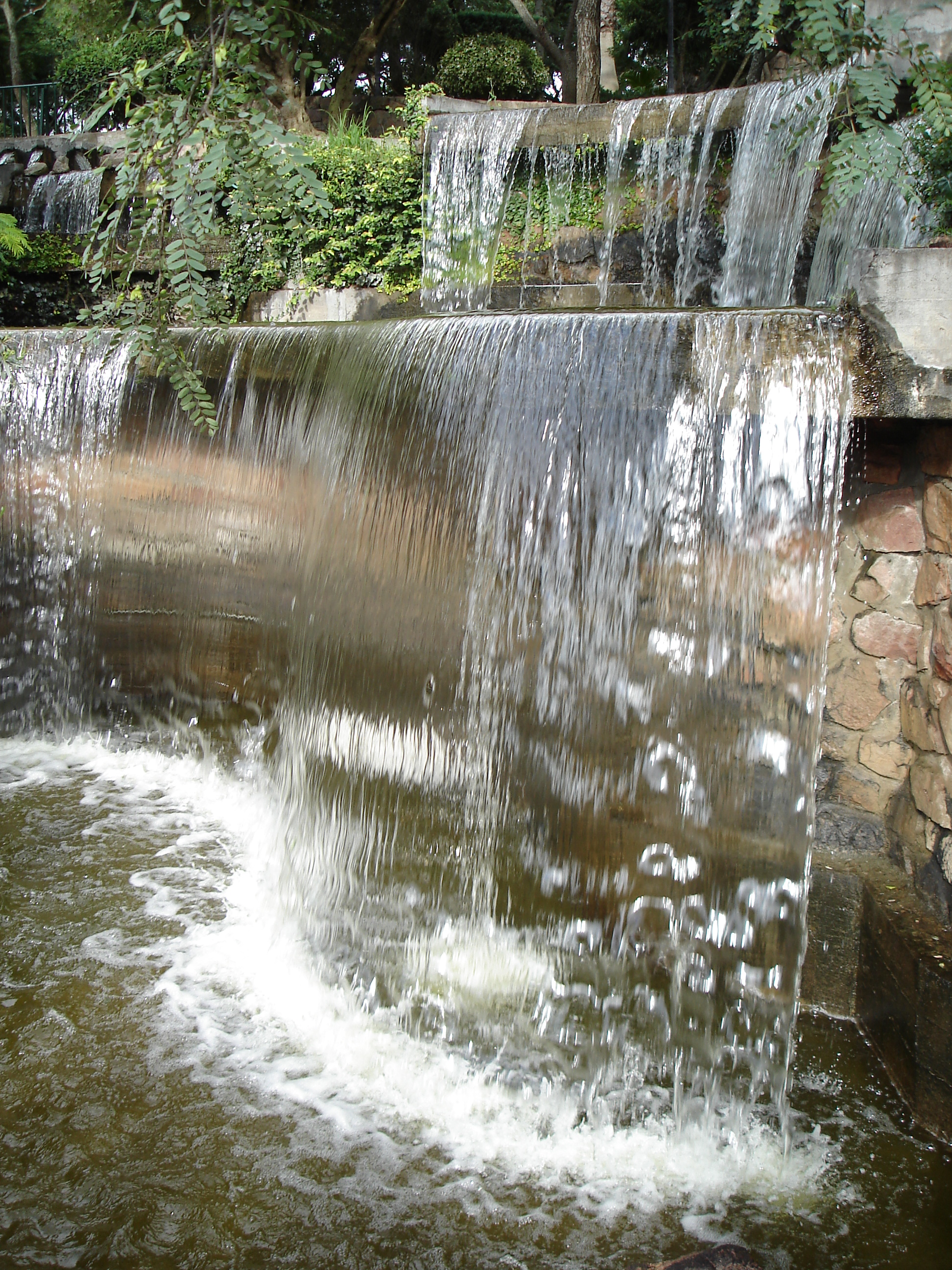
Cascadas artificiales en su cima.

Desde la ciudad, puede accederse hasta su cima por tres vías: 
- Ruta pavimentada: a través de la Ruta Provincial 107 que parte del barrio Portezuelo, y tras 2 km de recorrido llega hasta la cima del cerro (punto panorámico). Esta ruta sirve de acceso también al cerro 20 de Febrero, situado más al norte junto al San Bernardo.
- Una escalinata de piedra: la cual comienza en el Museo de Antropología (detrás del Monumento al Gral. Martín Miguel de Güemes). Consta de 1021 escalones, y a lo largo de la misma existe una serie de 14 templetes dedicados al vía crucis.
- Teleférico.

## Complejo Teleférico Salta
- El teleférico, parte desde el Parque San Martín, en la intersección de las avenidas San Martín e Hipólito Yrigoyen. Cubre una distancia, en oblicuo, de 1046 metros. El recorrido de ascenso o descenso se hace en unos 8 minutos. Cuenta con 20 góndolas, capaces de transportar unas 300 personas por hora.

## Galería

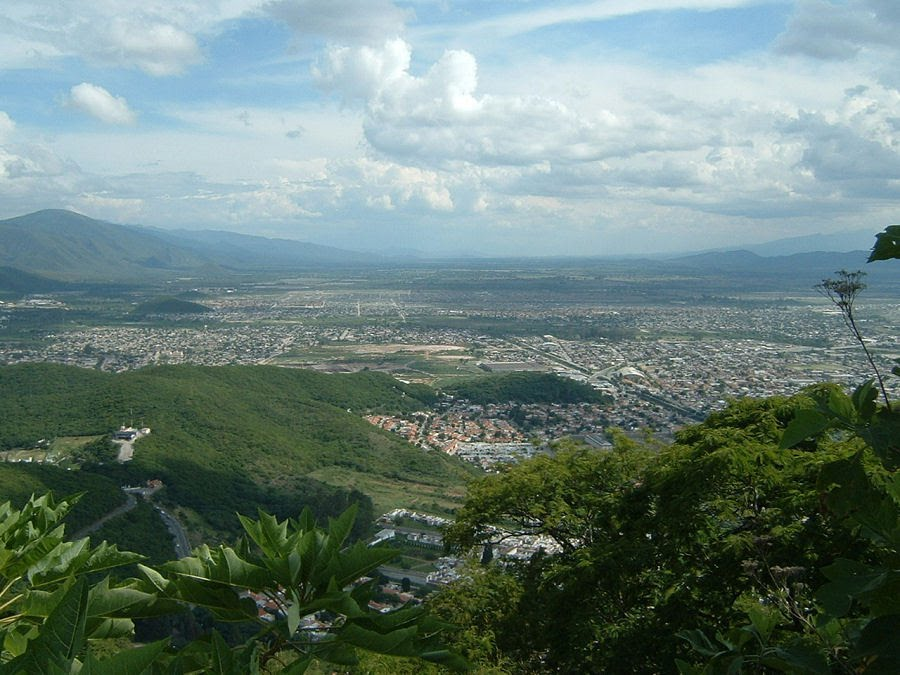
Vista de la zona sur de la ciudad de Salta.
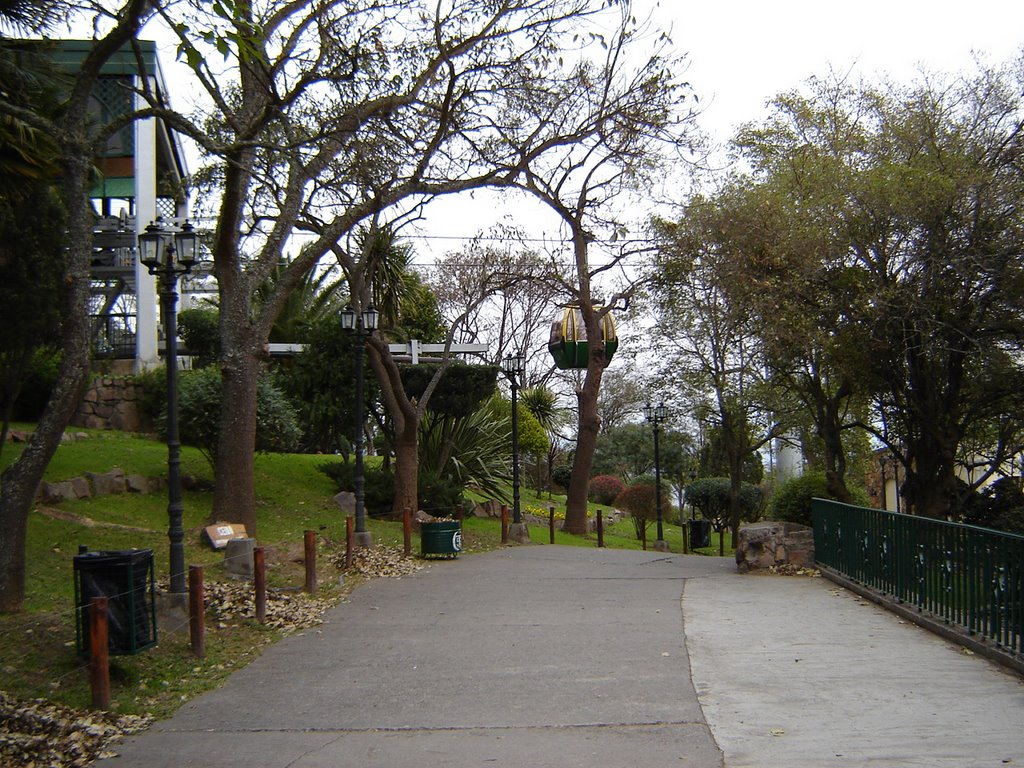
Teleférico de Salta llegando a la cima del cerro.
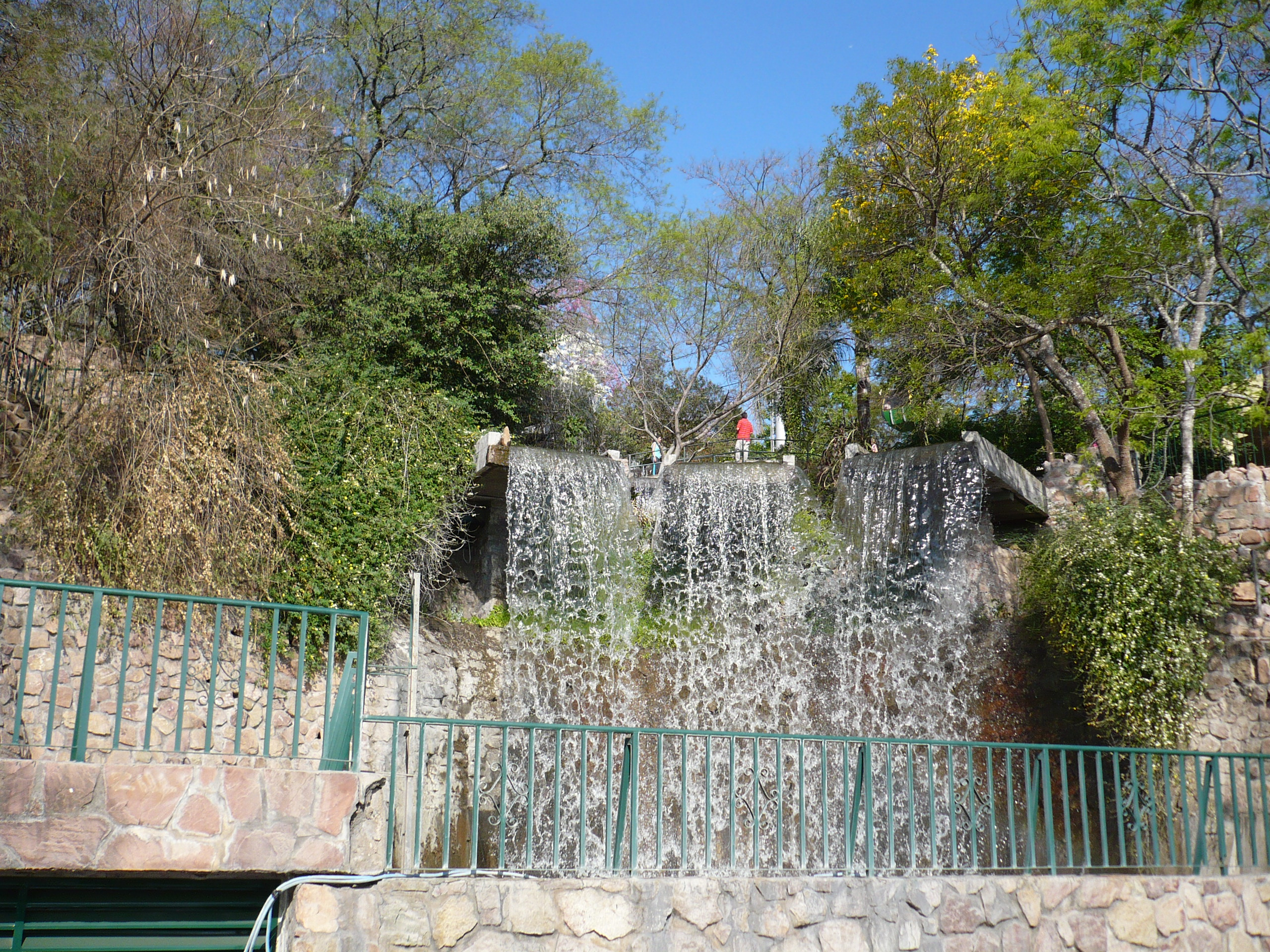
Cascadas en la cima del cerro.
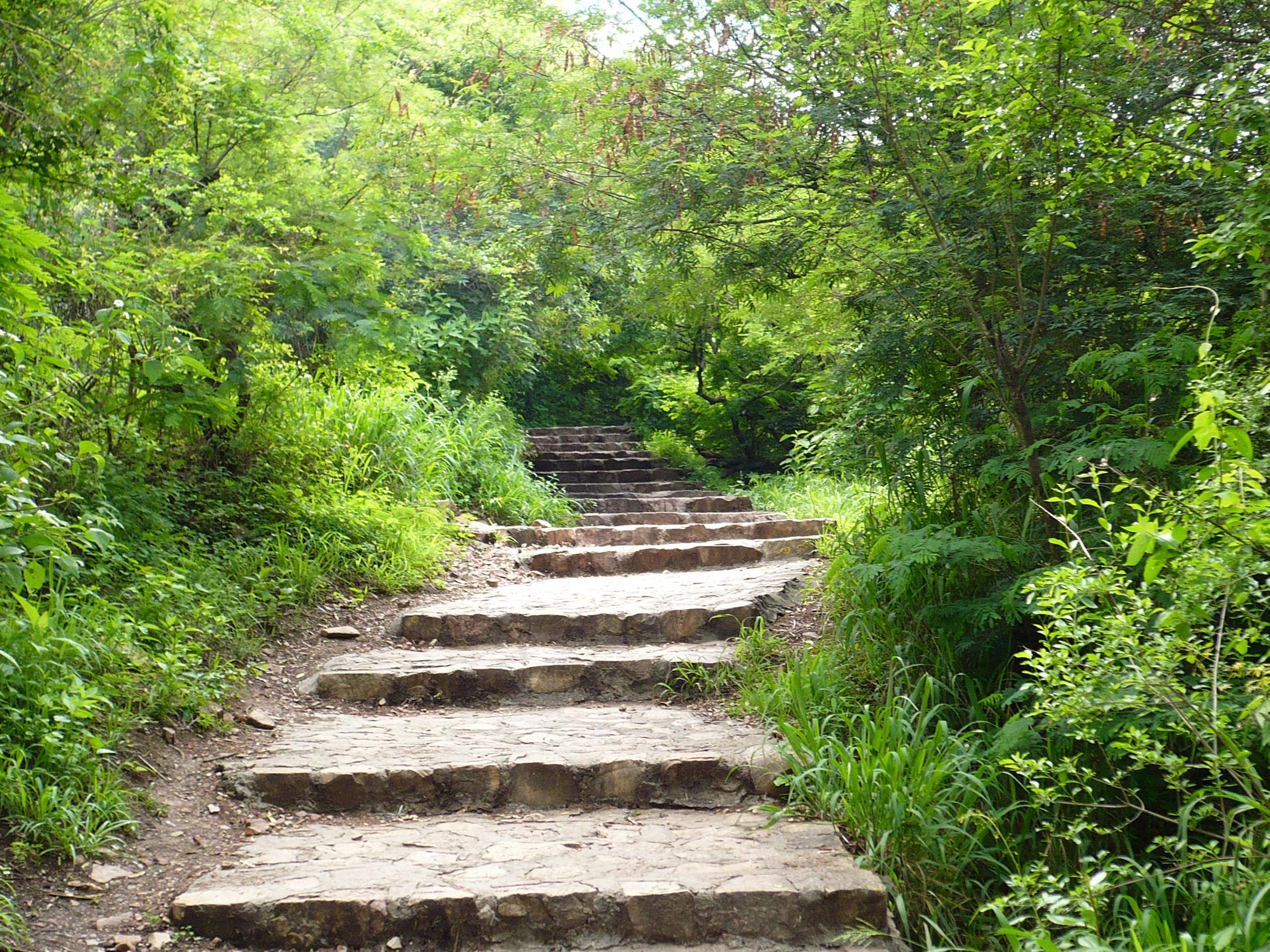
Escalinata de piedra que asciende a la cima del cerro.
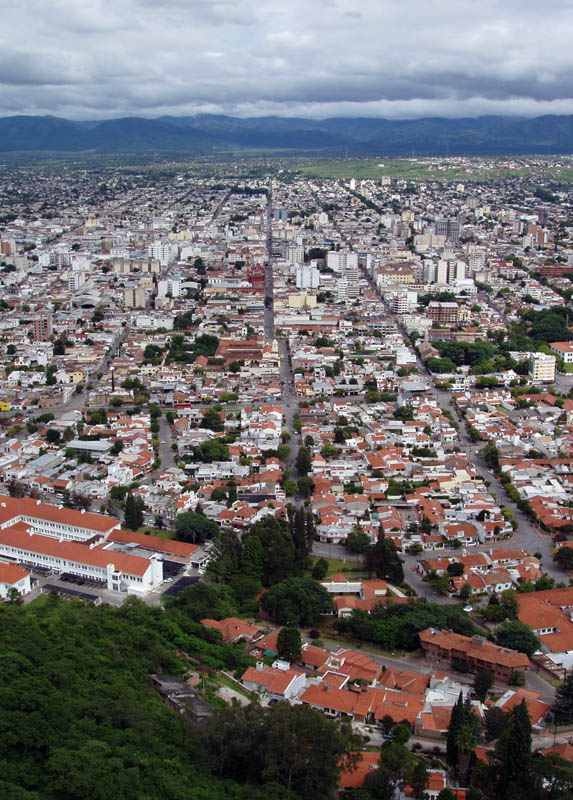
Vista de la ciudad de Salta desde el mirador.
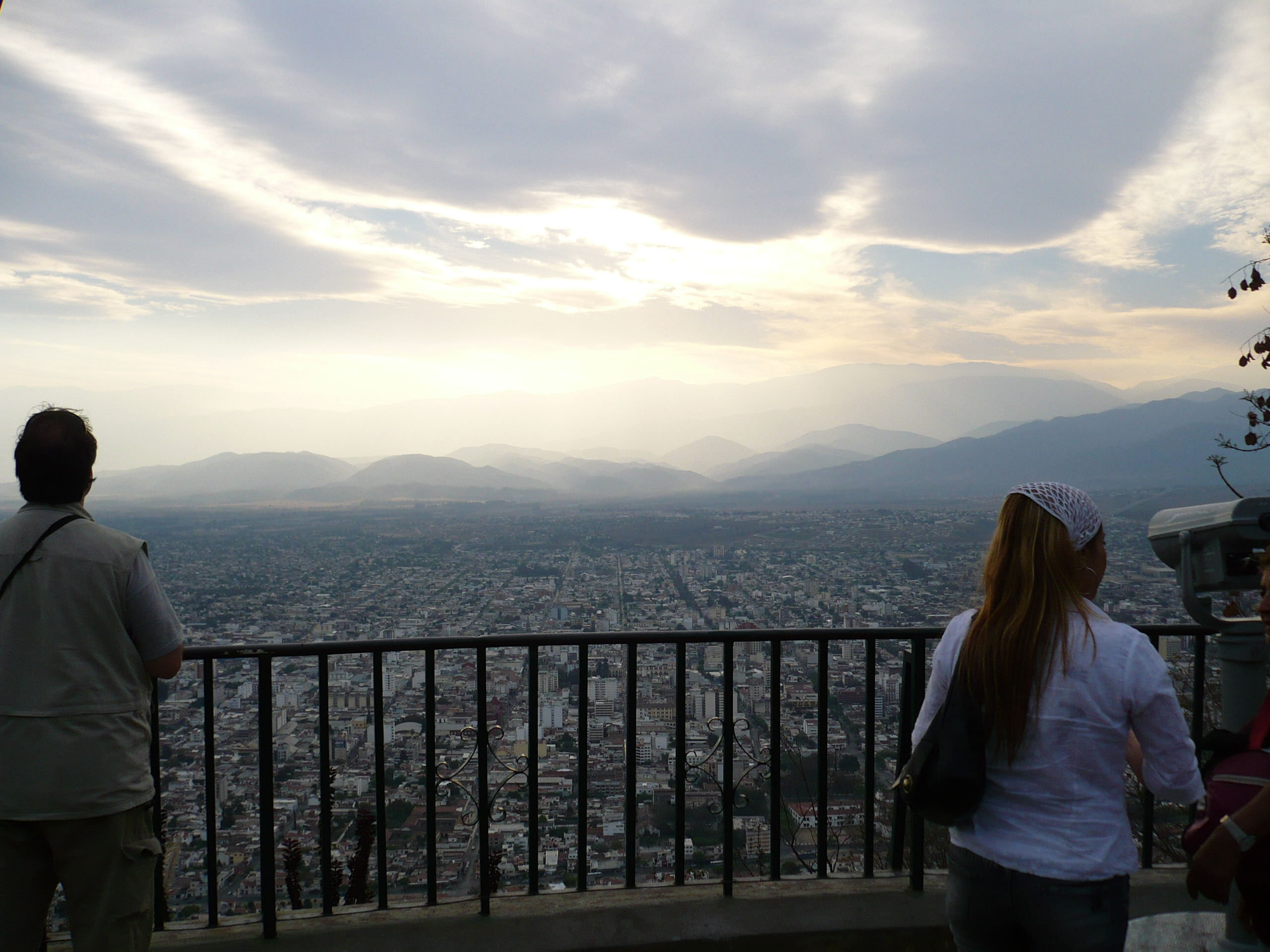
Atardecer en la ciudad de Salta visto desde la cima del cerro.
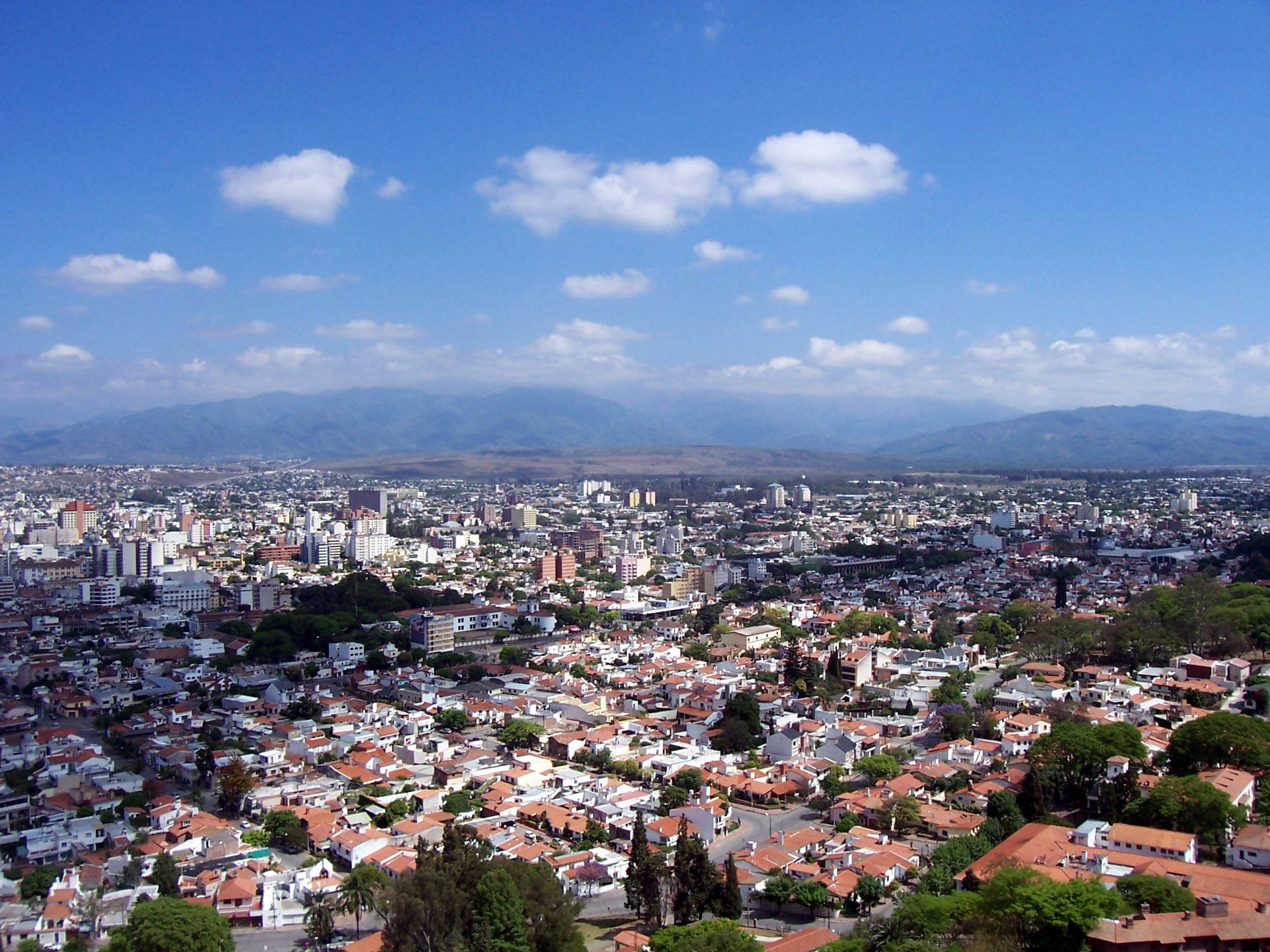
Vista de la ciudad subiendo hacia la cima del cerro.